# Eurytoma neocaraganae
Eurytoma neocaraganae är en stekelart som beskrevs av Yin-Xia Liao 1979. Eurytoma neocaraganae ingår i släktet Eurytoma och familjen kragglanssteklar. Inga underarter finns listade i Catalogue of Life.